# Niles (Ohio)
Niles es una ciudad ubicada en el condado de Trumbull en el estado estadounidense de Ohio, a pocos kilómetros al oeste de la frontera con Pensilvania. En el Censo de 2010 tenía una población de 19 266 habs. y una densidad poblacional de 861,95 personas por km².
En esta localidad nació en 1843 William McKinley, vigésimo quinto presidente de los Estados Unidos (1897-1901). 

## Geografía
Niles se encuentra ubicada en las coordenadas 41°11′16″N 80°45′11″O / 41.18778, -80.75306. Según la Oficina del Censo de los Estados Unidos, Niles tiene una superficie total de 22.35 km², de la cual 22.3 km² corresponden a tierra firme y (0.22%) 0.05 km² es agua.

## Demografía
Según el censo de 2010, había 19266 personas residiendo en Niles. La densidad de población era de 861,95 hab./km². De los 19266 habitantes, Niles estaba compuesto por el 93.12% blancos, el 3.46% eran afroamericanos, el 0.18% eran amerindios, el 0.72% eran asiáticos, el 0.01% eran isleños del Pacífico, el 0.32% eran de otras razas y el 2.2% pertenecían a dos o más razas. Del total de la población el 1.32% eran hispanos o latinos de cualquier raza.